# Harry Bracci Torsi
Harry Bracci Torsi (... – 16 ottobre 1979) è stato un imprenditore ed appassionato di ippica italiano.

## Biografia
Era figlio di Bianca Rook, nipote di Thomas Rook, leggendario fantino e allenatore di cavalli, nonché fondatore del centro ippico di Barbaricina.
Divenne noto agli ambienti pisani per le sue doti di imprenditore farmaceutico, che gli permisero di ricoprire in diverse occasioni il ruolo di presidente dell'Unione Industriale, della Camera di Commercio e della Cassa di Risparmio cittadine. Dal 1948 al 1950 fu anche presidente dell'Ente Autonomo Tirrenia.
Agli inizi degli anni sessanta si avvicinò al mondo dell'ippica, fondando una scuderia con gli stessi colori bianco e verde che decenni prima resero celebri cavalli e fantini della scuderia del bisnonno Thomas Rook. Nella nuova squadra, denominata Razza Vallelunga, corse tra gli altri il campione purosangue inglese di galoppo Chivas Regal.
Nel 1965 diventò presidente della Alfea, la società che ancora oggi detiene l'ippodromo di San Rossore. Sotto la sua gestione, l'ippodromo si ingrandì e si arricchì di nuove strutture sportive e turistico-ricettive.
Morì il 16 ottobre del 1979.